# Gunzenhausen
Gunzenhausen település Németországban, azon belül Bajorországban. Lakosainak száma 17 237 fő (2023. december 31.). Gunzenhausen Arberg, Muhr am See, Haundorf, Ornbau, Ansbach járás, Pfofeld, Theilenhofen, Dittenheim, Gnotzheim, Wassertrüdingen, Unterschwaningen és Unterer Wald községekkel határos.

## Népesség
A település népessége az elmúlt években az alábbi módon változott:
| Lakosok száma | 3313 | 9033 | 13 565 | 15 285 | 16 171 | 16 385 | 16 513 | 16 562 | 16 860 | 17 237 |
|               | 1875 | 1950 | 1975   | 1987   | 2012   | 2014   | 2016   | 2017   | 2021   | 2023   |